# (4185) Phystech
(4185) Phystech es un asteroide perteneciente al cinturón de asteroides, descubierto el 4 de marzo de 1975 por Tamara Mijáilovna Smirnova desde el Observatorio Astrofísico de Crimea (República de Crimea).

## Designación y nombre
Designado provisionalmente como 1975 ED. Fue nombrado Phystech en homenaje al Instituto de Física y Tecnología de Moscú.